# Klaviersonate Nr. 4 (Skrjabin)

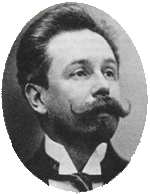
Alexander Skrjabin um 1900

Seine zweisätzige  4. Klaviersonate Fis-Dur op. 30 schrieb der russische Komponist und Pianist Alexander Skrjabin (1872–1915) im Jahr 1903 und verfasste dazu auch ein programmatisches Gedicht.

## Entstehung
Die 4. Klaviersonate Skrjabins entstand im Jahr 1903, wenngleich Briefen des Komponisten zufolge ihre Konzeption bereits etwas früher erfolgte. In der gleichen Zeit entstanden auch größere Teile von Skrjabins 3. Sinfonie.

## Charakterisierung
Die Sonate ist zweisätzig und mit einer Spieldauer von etwa 7 bis 8 Minuten die kürzeste der Sonaten Skrjabins:
- I. Andante
- II. Prestissimo volando

Skrjabin verfasste zu dieser Sonate nach deren Erscheinen ein (im Original französisches) Gedicht, dessen Beginn und Ende folgendermaßen lauten:
In leichtem Schleier, durchsichtigem Nebel
Strahlt weich ein Stern, weit weg und einsam.
[…]
Flammende Sonne! Sonne des Triumphs!
Ich komme dir näher in meiner Sehnsucht,
Bade mich in deiner Wellenbewegung – du Freude-Gott!
Ich sauge dich ein, Lichtmeer, du Licht meiner selbst,
Ich verschlinge dich!
Das Hauptthema des ersten – monothematischen – Satzes ist in seinem ersten Teil durch einen zweimaligen Quartsprung nach oben gekennzeichnet, in seinem Verlauf erscheint mehrfach ein Akkord, der strukturell dem Wagnerschen Tristan-Akkord entspricht. Quartenmotive bestimmen nicht nur den weiteren Verlauf des (dem Gedicht Skrjabins folgend) eher kontemplativen, sehnsuchtsvolle Gefühle ausdrückenden Andante, sondern auch den zweiten, attacca anschließenden schnellen Satz. Dieser folgt der Sonatensatzform und spiegelt – wiederum gemäß dem Gedicht des Komponisten – einen quasi kosmischen Flug zu einem Stern, der Quelle der Sehnsucht, wider. Auch die Tempobezeichnung „volando“ bedeutet „fliegend“ (das „Prinzip Flug“ bildet eine Metapher, die Skrjabins philosophische Spekulationen und damit auch viele seiner Kompositionen prägt). In der Coda wird das Hauptthema des ersten Satzes in triumphalem dreifachem Forte wieder aufgegriffen.
Die 4. Klaviersonate sollte Skrjabins letzte mehrsätzige Sonatenkomposition werden; die Nummern 5 bis 10 sind sämtlich einsätzig.
Der ältere Komponistenkollege Alexander Glasunow war von der Sonate begeistert und charakterisierte sie nach ihrem Erscheinen wie folgt: […] Sie ist originell, voll hinreißender Schönheiten und die Gedanken darin sind mit ungewöhnlicher Klarheit und Kürze ausgedrückt.